# Smilax azorica
Smilax azorica (лат.) — многолетнее цветковое растение, вид рода Смилакс (Smilax) семейства Смилаксовые (Smilacaceae). Эндемик Азорских островов. Впервые описан в 1844 году как Smilax divaricata, название, которое уже было дано другому виду. В 2009 году таксон был переименован в Smilax azorica.

## Описание
Smilax azorica — многолетнее вьющееся растение. Листья кожистые и очень изменчивые, обычно с 7-9 основными жилками и более или менее сердцевидным основанием. Форма листьев изменчива, особенно на молодых побегах. Листья на побегах второго года или старше более однородны по форме и в целом широкояйцевидные. На более старых побегах шипы маленькие или отсутствуют вовсе. В отличие от остальных европейских видов рода Смилакс соцветие Smilax azorica не простой зонтик, а состоящее из нескольких зонтиковидных подсоцветий и часто имеют длину более 20 см. У прочих европейских таксонов роса цветки собраны в простые зонтики.Плоды красные при созревании.